# Phaonia amicula
Phaonia amicula este o specie de muște din genul Phaonia, familia Muscidae, descrisă de Villeneuve în anul 1922. Conform Catalogue of Life specia Phaonia amicula nu are subspecii cunoscute.